# Jahmiah Simmons
Jahmiah Alexander Simmons (Saint Thomas, 17 giugno 1998) è un ex cestista americo-verginiano.

## Carriera
Con le Isole Vergini Americane ha disputato i Campionati americani del 2017.